# Guvernementet Kiev
Guvernementet Kiev var ett guvernement i Kejsardömet Ryssland, i dagens Ukraina, 1796–1917. Det omgavs av guvernementen Tjernigov, Poltava, Cherson, Podolien, Volynien och Minsk. 
Till sin natur var Guvernementet Kiev ett slättland, som i söder övergick i den sydryska stäppen och i norr fylldes av stora träskmarker. En märkbar höjning vidtog likväl vid östra gränsen, där Dnepr på sina ställen flöt fram mellan 50 meter höga stränder och skapade ett ganska pittoreskt landskap. Till Dnjepr rann Pripet, Teterev och Ross, som vid sitt gaffelformiga utlopp omslöt en ö av ansenlig storlek.
Klimatet var, i synnerhet där skog saknas, mycket torrt, men ej hinderligt för kulturen. Årsmedeltemperaturen är 7,1°, nederbörden 569 mm. De vanliga fruktslagen samt valnöt, kastanj och melon gå förträffligt. Jordbruket, som idkades på mer än 3/5 av arealen, hade sin tyngdpunkt i stäppens fruktbara svartjord och producerade spannmål utöver det egna behovet, och odlingen av sockerbetan lade grunden till guvernementets viktigaste industri. De goda betesmarkerna (16 procent av arealen) gav näring åt mycken boskap, vilken i massa avsättes ända till Sankt Petersburg. Utom socker lämnade industrin huvudsakligen brännvin, mjöl, kläde, läder och tobak.
Befolkningen beräknades 1908 till 4 355 000 personer, varav större delen ukrainare, 12 procent judar, 20 000 tyskar samt ett fåtal polacker och litauer. Kiev erhöll sitt omfång 1796 och bestod huvudsakligen av det forna polska Ukraina.
Guvernementet bestod av tolv kretsar: Berditjev, Tjerkassy, Tjigirin, Kanev, Kiev, Lipovets, Radomysjl, Skvira, Zvenigorodka, Tarasjtja, Uman och Vassilkov.